# Синтон
Синто́н (англ. synthon) — певна хімічна частинка (наприклад, –COOH, +COOH, C2–, ін.), яка означає відповідну структурну одиницю чи фрагмент, що може бути введеним при побудові молекули за допомогою стандартних операцій хімічного синтезу.
Ці частинки не обов'язково реально існують, вони лише переносяться в синтезах. Вони є уявними продуктами гіпотетичного розчленування зв'язків (протилежний процес до синтезу, який позначається стрілкою ⇒) і виступають інструментом аналізу структур з точки зору можливих шляхів їхнього дизайну. Такий підхід до планування синтезу зветься синтонним.
Звичайно синтони утворюються з нуклеофільних та електрофільних вуглецевих частинок. Наприклад, у конструюванні молекули фенілоцтової кислоти синтонами є бензильний і карбоксильний радикали:
Синтонам відповідають певні синтетичні еквіваленти (синтоногени), які є реальними реактантами у реакції отримання кінцевої сполуки. Певному синтонові може відповідати кілька синтетичних еквівалентів.